# マルティン1世 (アラゴン王)
マルティン1世（西：Martin I, 1356年7月29日 - 1410年5月31日）は、アラゴン王、バレンシア王、およびバルセロナ伯（在位：1396年 - 1410年）。カタルーニャ語名ではマルティー1世（Martí I）。また、晩年にシチリア王位にもついた（マルティーノ2世（伊：Martino II）、在位：1409年 - 1410年）。アラゴン王ペドロ4世と3番目の王妃レオノール・デ・シシリア（シチリア王ピエトロ2世の娘）の次男。同名の息子に対して老マルティン（西：Martín el Viejo, 伊：Martino il Vecchio）と呼ばれる。またユマニスト王（西：el Humano, 伊：l'Umanista）と呼ばれる。

## 生涯
1396年、兄フアン1世が男子を残さずに死去すると、アラゴン王位を継承した。
1373年に結婚した王妃マリア・デ・ルナとの間の息子マルティン（若マルティン）はシチリア王マルティーノ1世となったが、1409年にマルティーノ1世が嗣子なしに死去すると、マルティーノ2世として息子の王位を継承した。
翌1410年には自身も嗣子なしに死去し、後継者も定めていなかったため、マルティン1世の君主位の継承者が定まるまでには2年を要した。1412年にカスペの妥協で、アラゴン、バレンシア、カタルーニャ、シチリアなどの君主位は、妹レオノールとカスティーリャ王フアン1世の子であるフェルナンド1世が継承した。なお、死因については消化不良 (en) 及び笑い死にとされる。